# Championnat de France de football gaélique 2019
 (juillet 2019).
Si vous disposez d'ouvrages ou d'articles de référence ou si vous connaissez des sites web de qualité traitant du thème abordé ici, merci de compléter l'article en donnant les références utiles à sa vérifiabilité et en les liant à la section « Notes et références ».
Navigation
Édition précédente Édition suivante
La saison 2019 du championnat de France de football gaélique est la quatorzième édition. Elle se déroule du 13 octobre 2018 au 8 juin 2019. La finale a lieu à Vannes le 8 juin 2019, remportée par Bordeaux face à Nantes.

## Description
Il est d'abord scindé en deux compétitions distinctes, le championnat de Bretagne d'un côté et le championnat fédéral (reste de la France) de l'autre. Ainsi le championnat de France de football gaélique est composé de la façon suivante.
- le championnat fédéral regroupant les clubs français situés hors de Bretagne. Quatre tournois mineurs et deux tournois majeurs (ces derniers rapportant le maximum de points en fin de saison) permettront aux trois meilleures équipes au classement fédéral de disputer la phase finale du championnat de France de Division 1, les quatre équipes suivantes participeront à la phase finale du championnat de France de Division 2, et les autres équipes se classant au-delà disputeront la phase finale du championnat de France de Division 3 ;
- le championnat de Bretagne ou Brittany League qui comprend les clubs bretons. Une première phase organisée sur deux tournois en septembre et octobre regroupant l'ensemble des clubs décide du classement qui verra les cinq meilleurs disputer la Division 1 et les cinq suivants la Division 2. De janvier à mai, cinq journées aller et retour sont disputées sous forme de tournoi dans des villes différentes et établissent un classement. Les deux premiers de Division 1 se qualifient pour la phase finale du championnat de France de Division 1. Les équipes classées 4e et 5e ainsi que les clubs de Division 2 disputeront elles la phase finale de Division 2 et de Division 3 du Championnat de France ;
- la Coupe de Bretagne envoie également son vainqueur en phase finale de Division 1 du Championnat de France, repêchant ainsi le troisième du championnat de Bretagne si celui-ci n'est pas le vainqueur de la Coupe.

La phase finale du championnat de France de football gaélique 2018 se déroule au stade de la Rabine à Vannes le 8 juin 2019.

## Championnat fédéral

### Clubs participants
| \| Paris Toulouse La Fare-les-Oliviers Bordeaux Clermont Lyon Niort Lille Angers Antibes \| Localisation des clubs engagés dans le championnat fédéral. |
| Paris Toulouse La Fare-les-Oliviers Bordeaux Clermont Lyon Niort Lille Angers Antibes                                                                   |

- Angers
- Azur (Antibes)
- Bordeaux
- Clermont-Ferrand
- Lille
- Lyon
- Niort
- Paris
- Provence (La Fare-les-Oliviers)
- Toulouse

### Classement final
L'équipe de Bordeaux A est sacrée Championne Fédérale 2019.
| Rang | Équipe           | Pts | J  | G  | N | P  | Bp | Bc | Diff |
| ---- | ---------------- | --- | -- | -- | - | -- | -- | -- | ---- |
| 1    | Bordeaux A       | 71  | 20 | 18 | 1 | 1  | X  |    |      |
| 2    | Paris White      | 64  | 20 | 18 | 0 | 1  | X  |    |      |
| 3    | Clermont-Ferrand | 49  | 20 | 12 | 3 | 5  | X  |    |      |
| 4    | Toulouse         | 44  | 20 | 10 | 2 | 8  | X  |    |      |
| 5    | Azur Gaels       | 41  | 19 | 10 | 0 | 9  | X  |    |      |
| 6    | Paris Blue       | 39  | 19 | 8  | 2 | 9  | X  |    |      |
| 7    | Niort            | 35  | 18 | 7  | 0 | 11 | X  |    |      |
| 8    | Lyon             | 31  | 18 | 5  | 0 | 13 | X  |    |      |
| 9    | Angers           | 27  | 16 | 4  | 0 | 12 | X  |    |      |
| 10   | Bordeaux B       | 22  | 16 | 0  | 0 | 16 | X  |    |      |
| 11   | Provence         | 13  | 7  | 2  | 0 | 5  | X  |    |      |
| 12   | Lille            | 5   | 3  | 0  | 0 | 3  | X  |    |      |

| Légende : Qualifications | Légende : Qualifications                                                 |
| ------------------------ | ------------------------------------------------------------------------ |
|                          | Champion fédéral et qualifié pour la Division 1 du championnat de France |
|                          | Qualifié pour la Division 1 du championnat de France                     |
|                          | Qualifié pour la Division 2 du championnat de France                     |
|                          | Qualifié pour la Division 3 du championnat de France                     |

## Championnat de Bretagne
Championnat de Bretagne 2018-2019

## Championnat de France
Les finales du championnat de France ont lieu à Vannes le 8 juin 2019.

### Clubs participants
- Angers
- Azur Gaels (Antibes)
- Bordeaux A
- Bordeaux B
- Brest
- Clermont-Ferrand
- Guérande
- Liffré A
- Entente Liffré B-Mondeville
- Lorient
- Lyon
- Nantes A
- Entente Nantes B-Fougères-Plédran
- Niort
- Paris White
- Paris Blue
- Quimper
- Rennes A
- Rennes B
- Entente Saint-Brieuc-Lille
- Entente Toulouse-Naives-Rosières (complétée par des joueurs évoluant au Basel GAA Club et au Zurich Inneoin GAC)
- Vannes

### Division 1
Classement de la division
| Rang | Équipe           | Pts | J | G | N | P | Bp | Bc | Diff |
| ---- | ---------------- | --- | - | - | - | - | -- | -- | ---- |
| 1    | Bordeaux A       | X   | X | X | X | X | X  |    |      |
| 2    | Nantes A         | X   | X | X | X | X | X  |    |      |
| 3    | Paris White      | X   | X | X | X | X | X  |    |      |
| 4    | Liffré A         | X   | X | X | X | X | X  |    |      |
| 5    | Rennes A         | X   | X | X | X | X | X  |    |      |
| 6    | Clermont-Ferrand | X   | X | X | X | X | X  |    |      |

| Légende | Légende                                      |
| ------- | -------------------------------------------- |
|         | Champion de Division 1 et Champion de France |

### Division 2
Classement de la division
| Rang | Équipe          | Pts | J | G | N | P | Bp | Bc | Diff |
| ---- | --------------- | --- | - | - | - | - | -- | -- | ---- |
| 1    | Vannes          | X   | X | X | X | X | X  |    |      |
| 2    | Toulouse-Naives | X   | X | X | X | X | X  |    |      |
| 3    | Azur Gaels      | X   | X | X | X | X | X  |    |      |
| 4    | Guérande        | X   | X | X | X | X | X  |    |      |
| 5    | Quimper         | X   | X | X | X | X | X  |    |      |
| 6    | Rennes B        | X   | X | X | X | X | X  |    |      |
| 7    | Niort           | X   | X | X | X | X | X  |    |      |
| 8    | Paris Blue      | X   | X | X | X | X | X  |    |      |

| Légende | Légende                |
| ------- | ---------------------- |
|         | Champion de Division 2 |

### Division 3
Classement de la division
| Rang | Équipe                    | Pts | J | G | N | P | Bp | Bc | Diff |
| ---- | ------------------------- | --- | - | - | - | - | -- | -- | ---- |
| 1    | Bordeaux B                | X   | X | X | X | X | X  |    |      |
| 2    | Angers                    | X   | X | X | X | X | X  |    |      |
| 3    | Liffré B-Mondeville       | X   | X | X | X | X | X  |    |      |
| 4    | Lyon                      | X   | X | X | X | X | X  |    |      |
| 5    | Lorient                   | X   | X | X | X | X | X  |    |      |
| 6    | Brest                     | X   | X | X | X | X | X  |    |      |
| 7    | Saint-Brieuc-Lille        | X   | X | X | X | X | X  |    |      |
| 8    | Nantes B-Fougères-Plédran | X   | X | X | X | X | X  |    |      |

| Légende | Légende                |
| ------- | ---------------------- |
|         | Champion de Division 3 |

### Classement final
L'équipe de Bordeaux A est sacrée Championne de France 2019.
| Rang | Équipe                    | Pts | J | G | N | P | Bp | Bc | Diff |
| ---- | ------------------------- | --- | - | - | - | - | -- | -- | ---- |
| 1    | Bordeaux A                | X   | X | X | X | X | X  |    |      |
| 2    | Nantes A                  | X   | X | X | X | X | X  |    |      |
| 3    | Paris White               | X   | X | X | X | X | X  |    |      |
| 4    | Liffré A                  | X   | X | X | X | X | X  |    |      |
| 5    | Rennes A                  | X   | X | X | X | X | X  |    |      |
| 6    | Clermont-Ferrand          | X   | X | X | X | X | X  |    |      |
| 7    | Vannes                    | X   | X | X | X | X | X  |    |      |
| 8    | Toulouse-Naives           | X   | X | X | X | X | X  |    |      |
| 9    | Azur Gaels                | X   | X | X | X | X | X  |    |      |
| 10   | Guérande                  | X   | X | X | X | X | X  |    |      |
| 11   | Quimper                   | X   | X | X | X | X | X  |    |      |
| 12   | Rennes B                  | X   | X | X | X | X | X  |    |      |
| 13   | Niort                     | X   | X | X | X | X | X  |    |      |
| 14   | Paris Blue                | X   | X | X | X | X | X  |    |      |
| 15   | Bordeaux B                | X   | X | X | X | X | X  |    |      |
| 16   | Angers                    | X   | X | X | X | X | X  |    |      |
| 17   | Liffré B-Mondeville       | X   | X | X | X | X | X  |    |      |
| 18   | Lyon                      | X   | X | X | X | X | X  |    |      |
| 19   | Lorient                   | X   | X | X | X | X | X  |    |      |
| 20   | Brest                     | X   | X | X | X | X | X  |    |      |
| 21   | Saint-Brieuc-Lille        | X   | X | X | X | X | X  |    |      |
| 22   | Nantes B-Fougères-Plédran | X   | X | X | X | X | X  |    |      |

| Légende | Légende                                      |
| ------- | -------------------------------------------- |
|         | Champion de Division 1 et Champion de France |
|         | Champion de Division 2                       |
|         | Champion de Division 3                       |